# Cayo Valerio Severo
Cayo o Gayo Valerio Severo (en latín: Gaius Valerius Severus) fue un senador romano que vivió a finales del siglo I y principios del siglo II, y desarrolló su carrera política bajo los imperios de Trajano y Adriano.

## Carrera
Su primer cargo conocido fue el de procónsul de la provincia de Acaya entre los años 117-118, a finales del imperio de Trajano y comienzos del de Adriano. Después, entre los años 122-123, fue legado de la provincia de Licia y Panfilia.
De vuelta a Roma, fue nombrado cónsul sufecto para el nundinum de septiembre a diciembre del año 124 junto con Gayo Julio Galo.